# Li Ka-shing
Dans ce nom, le nom de famille, Li, précède le nom personnel.
Pour les articles homonymes, voir Li.
Li Ka-shing (李嘉誠, Jyutping : Lei5 Gaa1-sing4), né le 29 juillet 1928 à Chaozhou (Guangdong) en Chine, est un homme d'affaires milliardaire hongkongais.

## Biographie

### Débuts
En 1940, face à l'avancée de l'armée japonaise lors de la guerre sino-japonaise, sa famille quitte la province du Guangdong pour se réfugier à Hong Kong. Son père meurt de la tuberculose alors que Li Ka-shing n'a que 14 ans, ce qui l'oblige à arrêter l'école pour travailler et nourrir sa famille. Il vend des bracelets-montres dans la rue, puis trouve un poste comme apprenti dans une usine ; à 19 ans, il devient directeur général de l'entreprise. À la fin des années 1940, il ouvre avec ses économies une usine de plastique, et remarque qu'en Europe le marché des fleurs artificielles est porteur. Il se rend en Italie pour s'imprégner des techniques de production de fleurs en plastique et commence la production. Ce commerce s'avère florissant et signe les débuts de Li Ka-shing dans les affaires,.

### Gros coups et opportunisme
Dans les années 1970, à la suite de la révolution culturelle de Mao Tsé-Toung et la fuite de nombreux capitalistes de Hong Kong, Li Ka-shing rachète des pans d'immobilier à prix cassés. À la fin des années 1970, il loue 800 000 mètres carrés d'appartements et de bureaux,.
En 1979, il prend le contrôle d'Hutchison Whampoa, la plus grosse holding de Hong Kong alors en difficulté financière, dont les activités s'étendent au commerce, au transport maritime et aux installations portuaires,.

### L'hégémonie

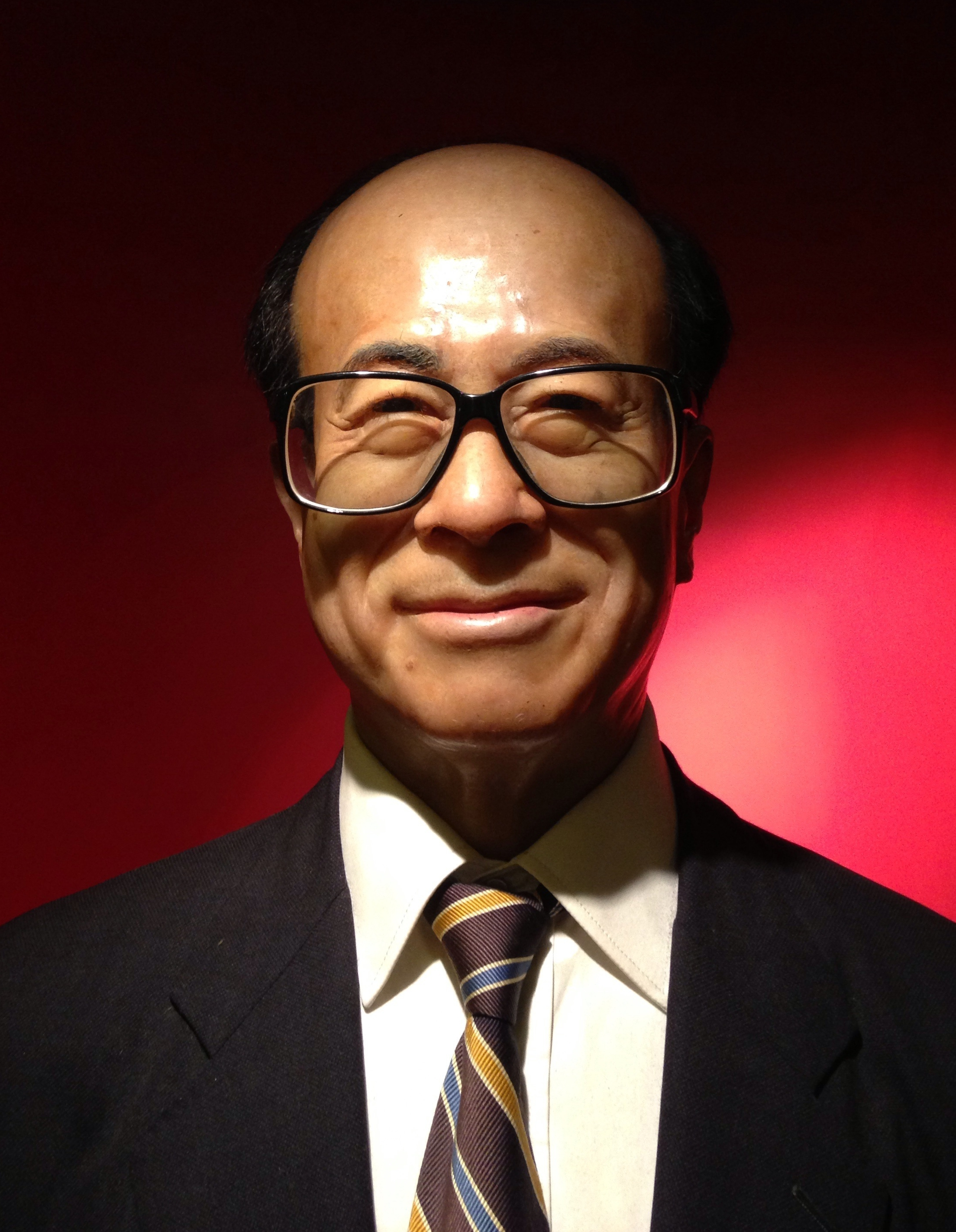
Statue de cire de Li Ka-shing à la station Garden Road Peak Tram de Hong Kong.

En 1999, Li Ka-shing cède 44,8 % du capital d'Orange au groupe Mannesmann pour 15 milliards de dollars, juste avant que l'action ne s'effondre.
En janvier 2005, son groupe (filiale AS Watson) rachète l'enseigne française de parfumeries Marionnaud pour 900 millions de dollars. 4 ans plus tard, l'enseigne est en difficulté et le groupe de Li Ka-shing supprime plus de 600 emplois. En février 2014, Li Ka-shing envisage une entrée en bourse de Marionnaud.
En 2007, il investit 60 millions de dollars dans Facebook.
En 2013, il met en vente les supermarchés ParknShop qu'il ne juge pas assez rentables.
En août 2014, Li Ka-shing annonce vouloir lancer sa compagnie aérienne en rachetant une centaine d'avions au groupe AWAS (en) pour 5 milliards de dollars.
Il est connu pour sa discrétion et sa méfiance depuis l'enlèvement en 1996 de son fils Victor Li par le gangster Cheung Tze-keung, pour lequel il avait dû payer une rançon d'un milliard de dollars hongkongais. Ses deux fils sont désormais de nationalité canadienne.
Concentrés principalement sur les deux conglomérats Hutchison Whampoa et Cheung Kong, ses avoirs représentent 11,5 % de la bourse de Hong Kong.
Forbes a estimé en 2012 sa fortune à 25,5 milliards de dollars (cf. la liste des milliardaires du monde). En 2014, sa fortune s'élève à 31 milliards de dollars, ce qui le classe 20e homme le plus riche et en 2018 à 34,9 milliards de dollars, ce qui le classe 23e.
Grâce à sa fortune construite dans l'immobilier, Li Ka-shing est également à la tête du puissant groupe AS Watson, numéro un mondial de la gestion de ports dans le monde. En 2008, son groupe contrôle 13 % de l’ensemble du transport de conteneurs dans le monde.
Il est la cible de critiques quant à sa responsabilité dans l'augmentation des prix de l'immobilier et des inégalités sociales.

### Politique
Nouant des liens étroits avec le régime communiste chinois, il joue un rôle de conseiller entre Deng Xiaoping et Margaret Thatcher durant les négociations sur la rétrocession de Hong Kong à la Chine dans les années 1980. Après avoir beaucoup investi financièrement en Chine durant les années 1990, il se débarrasse ensuite de nombreux actifs pour se concentrer sur des pays étrangers, attitude considérée comme un manque de confiance envers Pékin, dont l'économie est moins florissante, ce qui irrite les dirigeants chinois.

### Retraite
Le 16 mars 2018, il annonce sa retraite et le passage de témoin à son fils Victor Li.

## Prix et récompenses
- Chevalier commandeur de l'ordre de l'Empire britannique (KBE) (2000)[12]
- Commandeur de la Légion d'honneur[13]